# Йоан IV Дука Ласкарис
Йоан IV Дука Ласкарис е никейски император, последен представител на династията на Ласкаридите, който управлява Никейска империя през периода 1258 – 1261.

## Живот
Йоан IV Дука Ласкарис е роден на 25 декември 1250 г. Син е на никейския император Теодор II Ласкарис и на съпругата му Елена Асенина. По майчина линия е внук на българския цар Йоан Асен II. Йоан IV е брат и на българската царица Ирина, която е съпруга на цар Константин Тих Асен.
Йоан IV Дука Ласкарис заема никейския престол едва седемгодишен, на 18 август 1258 г., след като баща му внезапно умира. Първоначално от негово име управлява регентски съвет начело с бюрократа Георги Музалон и вселенския патриарх Арсений Аутореян, но скоро след това регентството е узурпирано от Михаил Палеолог, който убива Музалон и на 1 януари 1259 г. се провъзгласява за съимператор на малолетния Йоан IV.
След като на 25 юли 1261 г. Михаил Палеолог превзема отново Константинопол от кръстоносците и възстановява Византийската империя, Йоан IV Дука Ласкарис е оставен в Никея. На 25 декември 1261 г., на рождения му ден, само на 11-годишна възраст той е детрониран и ослепен по заповед на Михаил VIII Палеолог, след което е затворен като монах в една крепост във Витиния. Тези действия стават причина за отлъчването на Михаил VIII от патриарх Арсений и избухването на бунт, предвождан от някой си Лъже-Йоан IV близо до Никея.
Остатъка от живота си Йоан IV прекарва в град Дасибиза (днес Гебзе в Турция) като монах под името Йоасаф. През 1290 г. той е посетен от император Андроник II Палеолог, който търси прошка за насилието над Йоан, извършено от баща му тридесет години по-рано.